# Upala (canton)
Pour le district, voir Upala.
Upala est un canton (deuxième échelon administratif) costaricien de la province de Alajuela au Costa Rica.